# Movimiento de Clown en México
El reciente y creciente movimiento de Clown en México es un fenómeno escénico y social que puede considerar sus orígenes con la llegada a ese país de Anatoli Lokachtchouk, a principios de los años 1990's.
Dado que es un fenómeno reciente, sólo un reducido grupo de investigadores o escritores como Edgar Ceballos, Socorro Merlín, Julio Revolledo, Armando de Maria y Campos, Sergio González Varela, Víctor Inzua, Mitl Maqueda, Luz María Robles Dávila, Sofía Irene Velarde Cruz, han documentado dicho movimiento que en años recientes ha tenido más auge a partir de Festivales como el Encuentro Internacional de Clown México (Centro Cultural Helénico), el Festival Internacional de la Risa (Organizado por Pamplina Clown -Andrea Christians-) o el Ciclo de Clown México (organizado por el Centro Cultural del Bosque-INBA). Este artículo, intenta ser una primera aproximación para documentar dicho movimiento a partir de diversas notas de prensa.

## Algunos referentes del movimiento
El 8 de junio de 2012, se anunciaba el Primer Ciclo de Clown organizado por el Instituto Nacional de Bellas Artes en el Teatro Orientación.
"El Instituto Nacional de Bellas Artes presenta el primer Ciclo de Clown con la participación de destacadas compañías de este arte escénico, ofreciendo cinco espectáculos. Con funciones en el Teatro Orientación delCentro Cultural del Bosque, del 14 de junio al 5 de agosto [...] 
Cuatro divertidas y diversas propuestas escénicas a partir de la figura del Clown (payaso), darán funciones dentro del Ciclo, organizado por la Coordinación Nacional de Teatro del INBA; este Ciclo pretende generar un acercamiento del público con este género teatral, a la vez de ser el escaparate para generar nuevos públicos a este arte teatral."
Este Ciclo de Clown se repitetiría del 13 de junio al 26 de julio de 2013. A este respecto, el Universal publicó un artículo el 8 de julio, en el cual se podía leer uno de los subtítulos, que a la letra decía: "México vive un auge de compañías; una disciplina para la que no basta pintarse la cara y hacer chistes." En este mismo artículo, Jesús Díaz afirmaba en entrevista que el arte del clown o payaso estaba atravesando por un auge, desde 20 años atrás, de compañías dedicadas únicamente a esta disciplina. Aunque afirmaba que esta efervescencia también promovía muchos grupos imitadores advenedizos. De acuerdo con Díaz, el clown tuvo en Anatoli Lokachtchouk, a principios de los 90's, a uno de los principales maestros de clown en México, y desde ahí, sus discípulos continúan formando a nuevos clowns.
El 11 de noviembre de ese mismo 2013, la sala de prensa del Centro Cultural Helénico anunciaba el Primer Encuentro de Clown de la Ciudad de México, que se llevaría a cabo entre el 18 de noviembre y el 12 de diciembre, presentando compañías provenientes de Argentina, Brasil, Italia, Israel, Estados Unidos, México, Suiza y Ucrania.
"Al respecto, Jesús Díaz, de la Sensacional Orquesta Lavadero, explicó que este primer encuentro se trata de una muestra saludable de cómo se encuentra el movimiento de Clown en nuestro país. Hace veinte años, dijo, era 'un sueño imaginar un encuentro como este' y hoy resulta un sano intercambio y una oportunidad de difundir lo que es este género y una oportunidad para ver su “amplio rango de expresivo que no se reduce exclusivamente a la risa o al humor”
En esta misma rueda de prensa, hablaron otros artistas representantes del movimiento. Artús Chávez, de La Piara Teatro, habló de la importancia del encuentro como una muestra de la amplia y sorprendente oferta cultural del Clown. Madeleine Sierra, también de La Piara, habló del encuentro como una oportunidad para que el Clown fuera conocido y reconocido. Anatoli Lokachtchouk explicó que el término Clown "no existe en abstracto, pues cada país tiene su lógica en este campo. Se trata de teatro multidisciplinario que puede hablar de la pérdida, del dolor, y quien no ha vivido esto no tiene derecho a bromear con la muerte, la vida, el sexo. En cierto sentido, explicó, el Clown es como un dramaturgo, es el realista más grande del mundo y su misión es provocar risa e inteligencia; 'mi vida es provocar risa, afirmó'."
El 18 de noviembre de 2013, la sala de prensa de la Secretaría de Cultura publicaba una entrevista a Jesús Díaz, con motivo del Primer Encuentro Internacional de Clown. En dicha entrevista afirmaba que, aunque no existe aún crítica especializada de clown en México, es un arte que va creciendo en presencia y arraigo. También comentó que a principios de los 90's había una percepción negativa del clown, clasificándolo como un oficio donde alguien se disfrazaba para inflar globos y contar chistes de mal gusto. Del mismo modo, afirmó que esa visión ha ido cambiando, gracias a la incursión del clown en la academia y la investigación.
Con motivo de la Novena Cirkonvención Mexikana, Glen Rodrigo Magaña, realizó un artículo el 12 de octubre de 2014, en donde también hace referencia a Lokachtchouk: "[...] a finales del siglo XX surgen algunos personajes que comienzan a educar sobre el circo contemporáneo en México, por ejemplo el maestro ucraniano Anatoli Lokachtchouk, pionero de la técnica 'clown' en México y personaje clave en las artes circenses y disciplinas corporales de nuestra nación [...]".

## Dos festivales organizados en México y sus participantes

### Primer Encuentro Internacional de Clown México
- Espectáculo: Varieté Inaugural. Compañía/artista: Varios (sin información detallada)
- Espectáculo: Manantial. Compañía/artista: Jef Johnson (E.U.)
- Espectáculo: Perhaps, perhaps... quizás. Compañía/artista: Gabriela Muñoz (México)
- Espectáculo: Fuera. Compañía/artista: Leticia Vetrano (Argentina)
- Espectáculo: WWW Para freedom. Compañía/artista: Esio Magalhaes (Brasil)
- Espectáculo: Huraclown. Compañía/artista: Aziz Gual (México)
- Espectáculo: The best of. Compañía/artista: Leo Bassi (Italia)
- Espectáculo: Exceptions to gravity. Compañía/artista: Avner Eisenberg (E.U.)
- Espectáculo: Guerra. Compañía/artista: La piara Teatro (México)
- Espectáculo: Cabaret Burdele. Compañía/artista: Escuadrón Jitomate Bola (México-Ucrania)
- Espectáculo: Mi mundo es alegre. Compañía/artista: Sensacional Orquesta Lavadero (México)

### Festival Internacional de la Risa 2014[7]
- Espectáculo: Exceptions to gravity. Compañía/artista: Avner Eisenberg (E.U.)
- Espectáculo: Fantástico mundo. Compañía/artista: Adrián Martínez (Uruguay)
- Espectáculo: Gala de payasos. Compañía/artista: Sin información.
- Exposición: Pintar la risa. Compañía/artista: Aziz Gual.
- Espectáculo: Sueños de Pimpolina. Compañía/artista: Pimpolina Clown (Argentina)
- Espectáculo: Torneo de la Risa. Compañía/artista: Sin información.

[...EN CONSTRUCCIÓN]